# Senigallia
Senigallia je město ve střední Itálii, v provincii Ancona, v oblasti Marche. K 31. 12. 2024 zde žilo 43 815 obyvatel.

## Historie
Obec mezi léty 389 a 383 před naším letopočtem založil v údolí řeky Esino galský kmen Senonů jako své centrum pod názvem Sena. V čele tohoto jediného kmene Galů na území Itálie stál vojevůdce Brenno. Po dobytí jejich území v bitvě u Sentina roku 283 př. n. l. Římané širší území proměnili ve svou kolonii s názvem Galské pole (Ager Gallicus), v němž centrem zůstala Galie Senonů – Senigallia. V roce 207 př.n.l. museli Římané odrazit útok Kartaginců, vedených Hannibalovým bratrem Hasdrubalem. 
V počátcích křesťanství sváděli Římané boje s Byzantinci Ravennského exarchátu. V 6. století zde bylo založeno dosud existující biskupství. 
V první polovině 15. století se o rozvoj města zasloužili Malatestové: proslulý Sigismondo Pandolfo Malatesta dal vybudovat rozsáhlé městské hradby, čímž město zadlužil a musel je postoupit papeži Sixtovi IX., který je přenechal svému synovci, kterým byl Giovanni della Rovere. Ten vybudoval pevnost na obranu před útoky od moře.
Od 15. do 19. století bylo město známo jako místo konání hojně navštěvovaných trhů, zejména Svatomagdalenských. Od roku 1624 bylo součástí Církevního státu. 
Za první světové války rakousko-uherské námořnictvo město ostřelovalo, roku 1930 je devastovalo zemětřesení a za druhé světové války bylo bombardováno.

## Památky
- Renesanční pevnost Rocca Roveresca – dal postavit Giovanni della Rovere, navrhl ji architekt Baccio Pontelli
- katedrála sv. Petra a Pavla, pozdně barokní z let 1762-1790; sarkofág sv. Gaudencia, obrazy a sochy manýristické
- Kostel sv. Kříže (Chiesa della Croce) - renesanční, bohatá výzdoba, obrazy Federico Barocci
- Konvent Santa Maria delle Grazie – obraz madony namaloval Piero della Francesca
- Radnice – manýristická stavba z let 1611 až 1613
- Rodný dům Pia IX. (*1792)
- Palác Baviera

## Festivity
- Každý rok na začátku srpna se ve městě koná mezinárodní festival Summer Jumboree, který je zaměřen na hudbu a kulturu 40. a 50. let 20. století. při týden trvající akci se po celém městě konají živé koncerty rock'n'rollu, swingu a dalších žánrů, lekce dobových tanců, přehlídky autoveteránů apod.
- Magdalénská pouť - ve středověku zavedená oslava patronky města, spojená s mezinárodními trhy, zahajuje se 22. července a má převážně obchodní ráz.